# Anopheles apicimacula
Anopheles apicimacula es una especie de mosquito del género Anopheles, de la familia Culicidae, orden Diptera. Fue descrita por Dyar & Knab en 1906.
Se distribuye por Bolivia, Surinam, Honduras, Brasil, Venezuela, Panamá, Trinidad y Tobago, Costa Rica, México, Colombia, Belice, Guayana Francesa, Ecuador, Argentina y Nicaragua. Fue publicada en Dyar, H.G. & Knab, F. (1906). Diagnoses of new species of mosquitoes. Proceedings of the Biological Society Washington 19: 133-141.